# Jonathan Stock
Jonathan Stock (* 2. Januar 1983 in Eutin) ist ein deutscher Journalist. Er ist Redakteur des Spiegel.

## Leben
Jonathan Stock leistete seinen Zivildienst als Rettungssanitäter in Hamburg und studierte Europäische Geschichte am University College London. Nach dem Besuch der Henri-Nannen-Schule wurde er Redakteur bei Geo Epoche. Zu Beginn des Arabischen Frühlings schrieb Stock aus Libyen für Spiegel Online. 2011 berichtete er über den syrischen Bürgerkrieg für den New Yorker, Die Zeit und das ZDF. 2012 arbeitete er im Rahmen des Burns Fellowship für ProPublica in New York. Seit 2013 ist er Redakteur des Spiegel im Ressort Gesellschaft.

## Auszeichnungen
- Stock wurde 2011 mit dem Otto-Brenner-Preis und dem Deutschen Reporterpreis in der Kategorie „Bester freier Reporter“ für das Stück „Peters Traum“[1] ausgezeichnet, dem Porträt eines Dschihadisten aus der Hamburger Al-Quds-Moschee. 2012 erhielt er dafür den Erich-Klabunde-Preis und wurde für den Theodor-Wolff-Preis nominiert.
- 2012 erhielt Stock den Axel-Springer-Preis für seine Online-Berichterstattung aus der belagerten libyschen Stadt Misrata.
- Im gleichen Jahr wurde er für die Reportage „Der blutige Thron“[2] mit dem Deutschen Reporterpreis in der Kategorie „Beste Kulturreportage“ ausgezeichnet. Stock beschrieb die Aufführung der Tragödie Macbeth an der Oper von Damaskus und die Auswirkungen des Bürgerkrieges in der syrischen Hauptstadt.
- 2014 wurde er im Rahmen des Hansel-Mieth-Preises für die Reportage „Sühne“[3] ausgezeichnet, die das Leben eines liberianischen Warlords behandelt, der heute als Prediger arbeitet.
- 2015 bekam er den Ernst-Cramer-Reportage‐Preis für „Goliaths Krieg“[4] über die Gaza‐Offensive "Operation Protective Edge"